# 康科德山脈
康科德山脈（英語：Concord Mountains）是南極洲的山脈，位於維多利亞地西北部，包涵埃弗雷特山脈、米拉比托山脈、國王山脈、利奇山、東石英山脈和西石英山脈，由新西蘭探險隊命名，現時受南極條約體系管理。
71°35′S 165°10′E / 71.583°S 165.167°E